# Karl Minde
Karl Minde oder Carl Minde war der Name einer Buchhandlung mit angeschlossenem Verlag und Druckerei. Das am 1. Oktober 1864 gegründete Unternehmen hatte seinen Sitz in der Leipziger Langestrasse 26.
Karl Minde wurde 1846 in Leipzig geboren. Er arbeitete von 1869 bis 1871 in Bern im Atelier von Buri & Jeker, anschließend bei Orell Füssli & Co. in Zürich. Von dort ging er nach Deutschland zurück.
Karl Minde ist möglicherweise identisch mit dem Leipziger Xylografen Otto Minde (geboren 6. Januar 1846; gestorben 25. Juli 1901 in Leipzig).

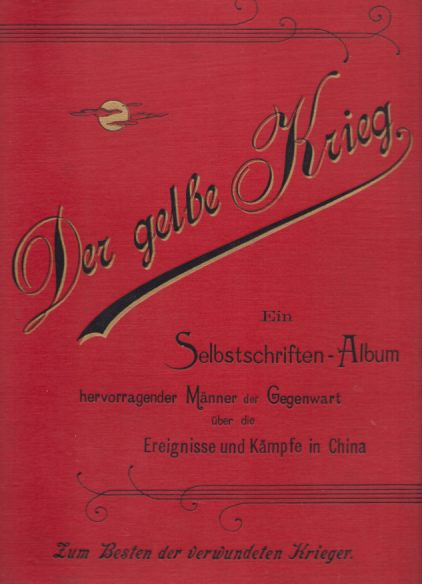
Buchdeckel über die 1900 zum Boxeraufstand bei Minde erschienene Schrift Der gelbe Krieg. Ein Selbstschriften-Album hervorragender Männer der Gegenwart über die Ereignisse und Kämpfe in China

Im Jahr 1900 publizierte Minde zum Boxeraufstand unter dem Titel Der gelbe Krieg. Ein Selbstschriften-Album hervorragender Männer der Gegenwart über die Ereignisse und Kämpfe in China.

## Werke (Auswahl)
- Sechszehn Briefe einer Nihilistin aus den Gefängnissen in Sibirien. Uebersetzt und der Oeffentlichkeit übergeben von Xavier Roux, dritte Auflage, Leipzig: Verlag von Carl Minde, 1880